# Antonín Černý (fotbalista)
Antonín Černý (25. června 1908 – 1. září 1982) byl československý fotbalista, obránce.

## Fotbalová kariéra
V československé lize hrál za SK Kladno (1929-1936). V lize odehrál 101 utkání a dal 2 góly. Za reprezentační B-tým nastoupil v roce 1933 v 1 utkání.

## Ligová bilance
| Ročník                    | Zápasy | Góly | Klub      |
| ------------------------- | ------ | ---- | --------- |
| 1. asociační liga 1929/30 | -      | 0    | SK Kladno |
| 1. asociační liga 1930/31 | 14     | 0    | SK Kladno |
| 1. asociační liga 1931/32 | -      | 0    | SK Kladno |
| 1. asociační liga 1932/33 | -      | 0    | SK Kladno |
| 1. asociační liga 1933/34 | -      | 1    | SK Kladno |
| Státní liga 1934/35       | -      | 0    | SK Kladno |
| Státní liga 1935/36       | -      | 0    | SK Kladno |
| LIGA CELKEM               | 101    | 2    |           |